# Pretty Hate Machine
Pretty Hate Machine (с англ. — «Прелестная машина ненависти») — дебютный студийный альбом американской индастриал-рок-группы Nine Inch Nails, выпущенный 20 октября 1989 года компанией TVT Records. Пластинка составлена из переработанных треков группы из демозаписи Purest Feeling, а также песен, записанных несколько позже. Pretty Hate Machine является вторым официальным релизом NIN и в системе нумерации Halo обозначен как Halo 2.
Три композиции из альбома выпущены как синглы; самая успешная, «Head Like a Hole», исполняется на концертах до сих пор. Pretty Hate Machine стал одним из первых независимых дисков, который достиг «платиновой» сертификации. В 2003 году Американская ассоциация звукозаписывающих компаний удостоила альбом тройного «платинового» статуса за три миллиона экземпляров, проданных в США. В период с 1997 по 2005 год пластинка не выпускалась из-за разногласий Резнора и TVT Records. В 2005 году компания Rykodisc сделала ремастеринг и повторно запустила Pretty Hate Machine в продажу. 22 ноября 2010 года выпущена обновлённая версия альбома.
В то время, как Pretty Hate Machine снискал благожелательные отзывы критиков и коммерческий успех (тем более на независимом лейбле), между Трентом Резнором и основателем TVT Records Стивом Готлибом вспыхнул конфликт ещё на стадии продвижения альбома. В итоге, группа больше не сотрудничала с TVT.
В 2012 году редакцией журнала Slant Magazine альбом был определён на 50-ю строчку рейтинга «Лучшие альбомы 1980-х» с комментарием: «До попытки самоубийства в The Downward Spiral и с зажившими рубцами на запястье в The Fragile, Pretty Hate Machine пустил прилизанные, танцевальные предупредительные выстрелы».

## Запись и продакшн

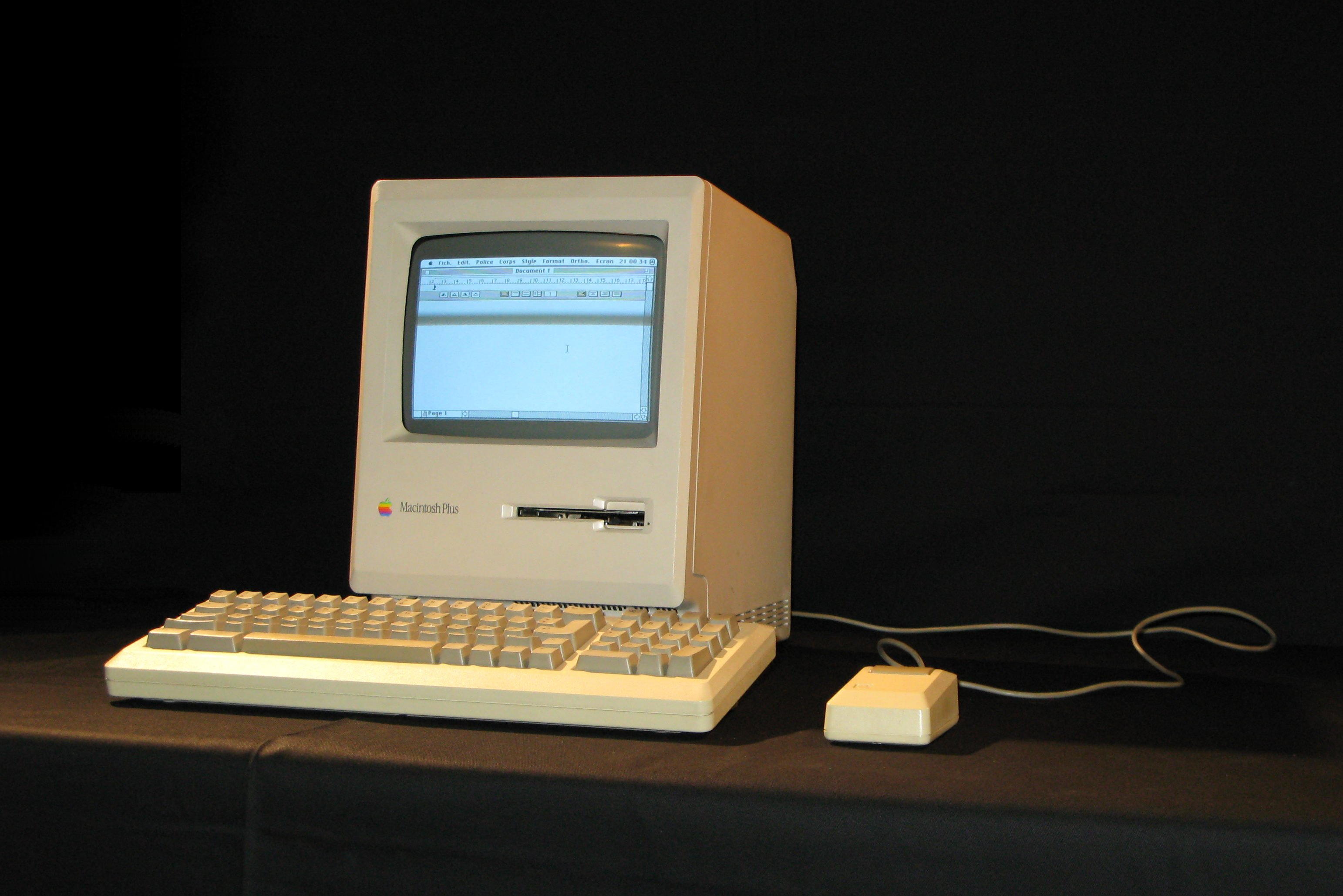
Macintosh Plus. В дальнейшем Резнор продолжит использовать компьютерные технологии и уделять им особое внимание в звукозаписи.

В 1987 году Трент Резнор устроился ночным разнорабочим в студию The Right Track города Кливленд, штата Огайо. Владелец The Right Track Барт Костер разрешал Резнору использовать студийную аппаратуру во «время простоя». С помощью синтезаторов, драм-машин, гитар и семплинга Трент записал несколько композиций. Особую роль в процессе работы сыграл компьютер Macintosh Plus, использовавшийся музыкантом в качестве секвенсора.
Объединившись с менеджером Джоном Мэлмом-младшим, Трент Резнор разослал нескольким лейблам демозапись, получившую впоследствии неофициальное название «Purest Feeling». Поступали достаточно серьёзные предложения от многих компаний, но Резнор отдал предпочтение TVT Records — лейблу, который в то время специализировался на выпуске аудиокниг и телевизионных джинглов. После заключения договора Трент продолжил запись в студиях Великобритании и США уже под руководством продюсеров Марка «Флада» Эллиса, Кита ЛеБлана, Эдриана Шервуда и Джона Фрайера; некоторых из них Трент Резнор считал своими кумирами. Тем не менее практически все инструментальные партии записал он сам, за исключением песни «Sanctified», в которой гитарный дроун исполнил Ричард Патрик.
Представители TVT Records остались недовольны работой из-за слишком тяжёлого звука, который существенно отличался от оригинального демо. Резнору пришлось переработать весь материал в течение 20 дней, что стало причиной разлада между музыкантом и руководством лейбла.
В интервью 1991 года журналу Select Трент Резнор признался:
Многое из этого для меня сейчас звучит не зрело. Сначала он [альбом] основательно всосался. Я полностью ушёл в себя. Я не мог функционировать в обществе должным образом. И LP стал результатом всего этого. Это очень тесная интровертированная клаустрофобия – то чувство, которое я испытывал.  
Оригинальный текст (англ.)A lot of it sounds immature to me now. At first it totally sucked. I became completely withdrawn. I couldn’t function in society very well. And the LP became a product of that. It’s quite small scale, introverted, claustrophobic — that’s the feel I went for.

## Музыкальная составляющая и тексты песен
«Мы пытались сделать запись настолько тяжёлой, насколько это возможно. Удивительно, но когда у нас получилось, нам казалось, что звук блестящий, а на больших колонках нас попросту сдует. Затем пришёл кто-то от звукозаписывающей компании, и так как демка была синти, а не индустриальным альбомом, он послушал, его рот приоткрылся и он сказал: „Ты уничтожил эту запись“.
В отличие от творчества других представителей индастриал-сцены того времени, Pretty Hate Machine демонстрировал совершенно другой звук — композиции Nine Inch Nails имели привычные для рядового слушателя куплет-припев-структуру и запоминающиеся риффы, а не только повторяющийся электронный бит. Треки часто сопровождались атмосферным бэкграундом; вокал Резнора, в свою очередь, варьировался от шёпота к крику.
Тематика песен касалась тоски, предательства, общества и религии. Редакцией журнала Kerrang! отмечено, что тексты композиций альбома наполнены «отчаянием и безнадёжностью». «Это был словно впервые раскрытый дневник: выяснилось, что в нём самые дурные чувства» — позднее вспоминал Резнор.
Том Брейан, рецензент электронного журнала Pitchfork, классифицировал Pretty Hate Machine как синти-поп-альбом, сформировавшийся в индустриальной музыке «периода новой волны, а не последующих стилей». По словам Брейана, Pretty Hate Machine наглядно показал «мускулистые» ритмы, но не в духе метала или пост-панка. Том Попсон из Chicago Tribune назвал Pretty Hate Machine танцевальным альбомом, которой заимствует черты индастриал-дэнса и напоминает «яркий техно-поп», схожий с Depeche Mode. Редактор PopMatters Эй-Джей Рамирес назвал альбом «индустриальной танцевальной музыкой, случайно проскользнувшей под знаменем альтернативного рока».
Трент Резнор острил: «Pretty Hate Machine самый универсальный альтернативный альбом!». В то же время он утверждал, что хотел придать электронной музыке некоторой агрессии, но при этом контрастируя с Front 242. Говоря об источниках вдохновения Резнор упоминал Skinny Puppy, Ministry, The Human League, Devo и Принса. Также в буклете Pretty Hate Machine в качестве идейного вдохновителя указан писатель-фантаст Клайв Баркер. Принс, Jane’s Addiction и Public Enemy в том же буклете обозначены, как артисты, чья музыка была использована при записи пластинки в виде семплов.

## Художественное оформление
Дизайном обложки занимались Гэри Талпес и Джеффри Силверторн. В середине 1990-х годов Трент Резнор, в одном из постов на интернет-сервисе Prodigy, написал, что на лицевой стороне диска фотография лопасти вертикально расположенной турбины, выглядящая как грудная клетка.
Оформлением переиздания 2010 года занимался Роб Шеридан. В интервью сайту Sleevage.com он описал длительный и крайне трудоёмкий процесс восстановления фотографии, использованной для обложки. В связи с тем, что оригинальное фото было утрачено, Шеридану пришлось буквально «воссоздавать» снимок на основе скана самой обложки, а чтобы убрать все огрехи дизайнер был вынужден «играть» с огромным количеством цветов, контрастов и фильтров.

## Серия концертных туров
Первые концертные выступления Nine Inch Nails проходили ещё осенью 1988 года на разогреве у Skinny Puppy в рамках их турне VIVIsectVI. В конце 1989 на территории Северной Америки состоялся первый промотур Pretty Hate Machine, в ходе которого определился основной концертный состав: Трент Резнор, Ричард Патрик и Крис Вренна. С января 1990 по февраль 1991 года Nine Inch Nails выступали на разогреве у The Jesus and Mary Chain и Питера Мёрфи. В этот период у NIN сформировался собственный стиль подачи своего творчества на сцене — музыканты вели себя агрессивно, попутно разрушая инструменты и оборудование. Самое значимое выступление для группы состоялось на первом фестивале Lollapalooza, после которого Nine Inch Nails получили признание в США. Запоминающимся событием стало и фиаско во время европейского тура, когда Nine Inch Nails, выступавшие на разогреве у Guns N’ Roses, были освистаны фанатами последней.

## Релиз и продажи альбома
Поступивший в продажу 20 октября 1989 года Pretty Hate Machine имел коммерческий успех. Альбом смог подняться только до 75-й строчки национального чарта США и 67-й позиции в британском альбомном хит-параде, что не помешало ему приобрести популярность сначала в узких кругах, а затем и всеобщую известность. Во многом популярность Pretty Hate Machine была обусловлена широкой радиоротацией синглов «Down in It», «Head Like a Hole», «Sin» и сопутствующим концертным туром.
Несмотря на довольно скромные показатели в чартах, запись смогла продержаться 115 недель в Billboard 200. 3 марта 1992 года Американской ассоциацией звукозаписывающих компаний альбом был сертифицирован как «золотой» за 500,000 проданных экземпляров на территории США. Три года спустя Pretty Hate Machine получил «платиновую» сертификацию, тем самым оказавшись в числе первых независимых релизов достигших такого объёма продаж. 12 мая 2003 года альбом удостоен трижды «платинового» статуса.
В 1995 «серебряную» сертификацию пластинке присвоила Британская ассоциация производителей фонограмм.

### Переиздания
После завершения гастролей произошёл скандал между Резнором и главой TVT Records Стивом Готлибом. Причина спора, главным образом, касалась звучания; Готлиб хотел видеть следующий студийный альбом Nine Inch Nails похожим на Pretty Hate Machine, что шло вразрез с намерениями Резнора. Результатом конфликта стало расторжение договора между NIN и TVT, при этом права на дистрибуцию Pretty Hate Machine остались у Готлиба. Пластинка была изъята из печати в 1997 году и не издавалась вплоть до банкротства TVT Records. В конечном счёте, лицензия на Pretty Hate Machine перешла компании Rykodisc, которая возобновила его выпуск в ноябре 2005 года. В 2006 Резнор изъявил желание выпустить расширенную версию альбома, подобно юбилейному переизданию The Downward Spiral. Rykodisc поддержали эту идею, но не осуществили задуманного, ссылаясь на финансовые причины.
В 2010 году вышла обновлённая версия альбома, подготовленная Universal Music Enterprises. Помимо основных песен, прошедших ремастеринг, переиздание содержало бонус-трек «Get Down, Make Love» — кавер на композицию группы Queen, который до этого был доступен только как бисайд сингла «Sin».

## Отзывы критиков
| Оценки критиков               | Оценки критиков |
| Источник                      | Оценка          |
| ----------------------------- | --------------- |
| Allmusic                      | [ 7 ]           |
| American Songwriter           | [ 45 ]          |
| The A.V. Club                 | B−              |
| Chicago Tribune               | [ 47 ]          |
| Encyclopedia of Popular Music | [ 48 ]          |
| Pitchfork                     | 9.5/10          |
| Q                             | [ 49 ]          |
| Rolling Stone                 | [ 50 ]          |
| The Rolling Stone Album Guide | [ 51 ]          |
| Select                        | 4/5             |
| Sounds                        | [ 52 ]          |

Многие представители профильной прессы высоко оценили запись. В обзоре Rolling Stone Майкл Эйзеррэд назвал Pretty Hate Machine «индустриально-прочным шумом поверх поп-основы» и «мучительной, но цепляющей музыкой»; Трент Резнор посчитал это наиболее точной характеристикой. Редакция журнала Q присудила альбому 4 звезды из возможных 5; в рецензии было отмечено умение Резнора «спектрально» анализировать современную танцевальную музыку, при этом оставаясь «авантюрным и доступным». Редактор журнала Select Нил Перри, комментируя свою оценку, указал на «порочность, но слушабельность» пластинки. Ральф Трейтор, обозреватель Sounds, оценил альбом в 4 звезды из 5, при этом окрестив его «музыкальным членовредительством первой степени».
Том Попсон из Chicago Tribune был менее благосклонен к Pretty Hate Machine. Он посчитал, что музыкальная часть вносит некоторое разнообразие в индастриал, однако вокал Резнора всё перечёркивает. Джон Парелес в статье для The New York Times также остался не впечатлён альбомом, назвав его пародией на Depeche Mode, Soft Cell и New Order. Схожее мнение высказал и Марк Дженкинс, который в своей статье Industrial Musicians Turn Up That Noise для The Washington Post написал, что музыка Pretty Hate Machine качественна, но банальна.
В ретроспективном обзоре для Allmusic Стив Хьюи очень высоко оценил работу Резнора за то, что он нашёл «точку соприкосновения индустриальной музыки и человеческого голоса». Хьюи подытожил свою рецензию словами: «Pretty Hate Machine привнёс экстравагантность в тот жанр, где главной темой была почти всегда была дегуманизация». После выпуска переиздания пластинки в 2010 году Уилл Гермес из Rolling Stone именовал Pretty Hate Machine первым «авторским индастриал-альбомом». Американский писатель и журналист Чак Паланик признался, что Pretty Hate Machine единственный образец честной музыки, которую он когда-либо слышал. Рецензент из The A.V. Club Кайл Райан не был полностью солидарен с коллегами. «Конечно, Резнору нужно было с чего-то начинать, и в Pretty Hate Machine есть свои прелести, но нет гарантии, что 20 лет спустя его будут слушать так же, как и преемников [следующие альбомы NIN]», — высказался Райан.

### Рейтинги и списки
| Издание        | Страна | Список                  | Место | П.     |
| -------------- | ------ | ----------------------- | ----- | ------ |
| Slant Magazine | США    | «Лучшие альбомы 1980-х» | 50    | [ 56 ] |
|                |        |                         |       |        |

## Список композиций
Слова и музыка всех песен — Трента Резнора, если не указано иное.
| №                   | Название                     | Перевод названия                   | Длительность |
| ------------------- | ---------------------------- | ---------------------------------- | ------------ |
| 1.                  | «Head Like a Hole»           | «Голова, как дыра»                 | 4:59         |
| 2.                  | «Terrible Lie»               | «Ужасная ложь»                     | 4:38         |
| 3.                  | «Down in It»                 | «На самом дне»                     | 3:46         |
| 4.                  | «Sanctified»                 | «Освящённый»                       | 5:48         |
| 5.                  | «Something I Can Never Have» | «То, что я никогда не смогу иметь» | 5:55         |
| 6.                  | «Kinda I Want To»            | «Похоже это то, что я хочу»        | 4:34         |
| 7.                  | «Sin»                        | «Грех»                             | 4:05         |
| 8.                  | «That’s What I Get»          | «То, что я получил»                | 4:30         |
| 9.                  | «The Only Time»              | «Единственный раз...»              | 4:47         |
| 10.                 | «Ringfinger»                 | «Безымянный палец»                 | 5:42         |
| Общая длительность: | Общая длительность:          | Общая длительность:                | 48:42        |

| №   | Название                                | Перевод названия         | Длительность |
| --- | --------------------------------------- | ------------------------ | ------------ |
| 11. | «Get Down, Make Love» (Фредди Меркьюри) | «Давай займёмся любовью» | 4:50         |

## Участники записи
Информация взята из буклета к альбому Pretty Hate Machine
| - Трент Резнор — вокал, аранжировка, программирование, продюсирование (треки 1–7, 9, 10); цифровое редактирование, сведение (треки 2, 6, 7, 10); инжиниринг (треки 3, 11) - Марк «Флад» Эллис — инжиниринг, продюсирование (треки 1, 2); доп. программинг синтезаторов (треки 2, 6) - Кит ЛеБлан — доп. ремикширование (трек 1); инжиниринг (треки 1, 3, 6, 7, 9); сведение (треки 1, 6, 7, 9); продюсирование (треки 3, 9); ремикширование (трек 7) - Джон Фрайер — инжиниринг (треки 2, 4–10); сведение (треки 2, 4–6, 8–10); продюсирование (треки 4–10) - Эдриан Шервуд — инжиниринг, сведение, продюсирование (трек 3) - Эл Йоргенсен (как Hypo Luxa) — инжиниринг, продюсирование (трек 11) - Киннан Китинг — инжиниринг (треки 1, 3, 6, 7, 9) - Кен Квартаруан — инжиниринг (трек 1, 6, 7, 9) | - Дуг д’Анжелис — инжиниринг (трек 1, 2) - Шон Бивен — инжиниринг (трек 11) - Джефф «Крайттер» Ньюуэл — инжиниринг (трек 11) - Том Доуси — мастеринг - Тим Ними — доп. программинг синтезаторов (треки 2, 6) - Ричард Патрик — гитара (трек 4) - Крис Вренна — последовательность, цифровое редактирование - Джефри Силверторн — фотограф - Гэри Талпес — дизайн обложки - Джон Мэлм-младший — менеджмент - Блампи — подготовка ремастеринга - Том Бэйкер — мастеринг (переиздание 2010) - Роб Шеридан — арт-директор (переиздание 2010) |

## Позиции в чартах и сертификации
| Чарт (1991)     | Высшая позиция |
| --------------- | -------------- |
| UK Albums Chart | 67             |
| Billboard 200   | 75             |
| Чарт (2017)     | Высшая позиция |
| Billboard 200   | 94             |

| Провайдер | Сертификация  | Продажи, экз. |
| --------- | ------------- | ------------- |
| BPI       | Серебряный    | 60,000+       |
| RIAA      | 3× Платиновый | 3,000,000+    |

### Синглы
| Год  | Песня              | Высшая позиция | Высшая позиция | Высшая позиция | Высшая позиция | Высшая позиция |
| Год  | Песня              | B100           | ALT            | CLUB           | AUS            | UK             |
| ---- | ------------------ | -------------- | -------------- | -------------- | -------------- | -------------- |
| 1989 | «Down in It»       | —              | 16             | 16             | —              | —              |
| 1990 | «Head Like a Hole» | 9              | 28             | 17             | 57             | 45             |
| 1990 | «Sin»              | —              | —              | 10             | —              | 35             |